# Katsuhiko Maeda
Katsuhiko Maeda (* 1. November 1975 in Gotō, Präfektur Nagasaki) ist ein japanischer Komponist und Musiker. Er wurde durch sein Projekt World’s End Girlfriend bekannt und kombiniert in seinen Werken Elemente elektronischer und klassischer Musik mit Einflüssen des Post-Rock.

## Biografie
Schon früh durch die Sammlung klassischer Musik seines Vaters beeindruckt, begann Maeda am Keyboard, mit der Gitarre und mit dem Computer zu komponieren. Er experimentierte auch mit anderen Instrumenten und versuchte sich in vielen Aufnahmetechniken.
Neben seinem Projekt World’s End Girlfriend hat Maeda im November 2003 ein limitiertes Weihnachtsalbum unter dem Namen World’s End Boyfriend bei Romz Records herausgebracht. Außerdem gibt es von ihm das Album Enchanted Landscape Escape unter dem Namen Wonderland Falling Yesterday zu finden. Im Film Late Bloomer, der 2004 von Go Shibata produziert wurde, wird Maedas Musik als Soundtrack benutzt.
Sein Bruder Ryuma ist ebenfalls Musiker, der unter dem Namen Milky-Chu veröffentlicht.

## World’s End Girlfriend
Als World’s End Girlfriend (jap. ワールズ・エンド・ガールフレンド), auch WEG, veröffentlicht Maeda seit 2000 seine Musik. Seine Kompositionen beinhalten Electronica- und Post-Rock-Elemente, jedoch ist das Projekt schwer in ein bestimmtes Genre zu stecken.
Im Jahr 2000 veröffentlichte er die EP Sky Short Story bei Cubic Music und Listening You bei Forfull sowie sein erstes Album Ending Story bei dem Label Current. 2001 folgte das nächste Album farewell kingdom bei MIDI, welches eine Kollaboration mit Piana enthält und später auch in Europa, Taiwan und Hongkong veröffentlicht wurde.
2002 tourte Maeda in Japan mit SBK (Skebo-King) und spielte auf dem Sonar Festival in Barcelona. Im Dezember 2002 brachte er das Mini-Album Dream’s End come true auf den Markt. Erst drei Jahre später, 2005, folgte die nächste Veröffentlichung The Lie Lay Land , welche auch in den USA von 12K/Happy herausgebracht wurde.
Im August 2005 spielte Made zum Ersten Mal mit einem Drummer auf der Bühne beim Sonar Festival in Spanien. Noch im selben Jahr wurde ein Album mit der Band Mono aufgenommen: Palmless Prayer / Mass Murder Refrain, beim Human Highway Label. Zusammen ging es für einen Monat auf Tour durch Europa. Obwohl das seinen Bekanntheitsgrad steigerte, wirbt er nach wie vor kaum für sein Projekt.
Im März 2007 folgte das nächste Album, Hurtbreak Wonderland, wieder beim Human Highway Label. Um die Veröffentlichung in Korea zu unterstützen, begab er sich dort auf Tour, bevor er mit Mono diesmal Amerika bereiste.

## Diskografie

### Studioalben
Als World’s End Girlfriend
- 2000: Listening You (Forull)
- 2000: Ending Story (current)
- 2001: Halfmoon Girl (Midi Creative / noble)
- 2001: Farewell Kingdom (Midi Creative / noble)
- 2002: Dream’s End Come True (Midi Creative / noble)
- 2005: Palmless Prayer / Mass Murder Refrain (Human Highway) mit Mono
- 2005: The Lie Lay Land (Midi Creative / noble)
- 2007: Hurtbreak Wonderland (Virgin Babylon Records)
- 2010: Seven Idiots (Virgin Babylon Records)
- 2016: Last Waltz (Virgin Babylon Records)
- 2018: Last Waltz in Tokyo (Virgin Babylon Records)
- 2023: Resistance & the Blessing

Als World’s End Boyfriend
- 2001: Xmas Song (ROMZ, Neuauflage mit 2 Bonustracks 2003)

Als Wonderland falling Yesterday
- 2002: Enchanted Landscape Escape (cubic music)

### EPs
- 2000: Sky Short Story (Cubic Music)
- 2001: Letter from Crying Klara (young-z)